# Bramki
Bramki – wieś w Polsce położona w województwie mazowieckim, w powiecie warszawskim zachodnim, w gminie Błonie. Ma status sołectwa. Leży ok. 35 km na zachód od centrum Warszawy, nad rzeką Korytnicą.
| SIMC    | Nazwa          | Rodzaj    |
| ------- | -------------- | --------- |
| 0000106 | Bramki Dolne   | część wsi |
| 0000112 | Bramki Ludne   | część wsi |
| 0000129 | Bramki Ukazowe | część wsi |

## Administracja i demografia
W latach 1975 – 1998 miejscowość administracyjnie należała do województwa warszawskiego.
Według danych na 30 czerwca 2010, liczba osób zamieszkujących Bramki zwiększyła się do 1047 osób.

## Komunikacja
Przez miejscowość przebiega droga krajowa nr 92, a jej południową granicę wytycza linia kolejowa nr 3 Warszawa Zachodnia - Kunowice, wraz z przystankiem kolejowym Boża Wola.

## Infrastruktura i gospodarka
W miejscowości znajduje się ośrodek zdrowia, Dom Pomocy Społecznej dla osób dorosłych, niepełnosprawnych intelektualnie oraz kościół, który jest siedzibą parafii rzymskokatolickiej pod wezwaniem św. Maksymiliana Kolbe. Jak podaje kronika parafialna pomysłodawcą wybudowania kościoła na tym terenie był sam patron parafii Św. Maksymilian Maria Kolbe. W strukturze kościoła rzymskokatolickiego parafia św. Maksymiliana Marii Kolbego w Bramkach należy do metropolii warszawskiej, archidiecezji warszawskiej, dekanatu błońskiego.
Na terenie Bramek znajduje się siedziba oraz jedna hala produkcyjna jednego z największych w Europie producentów suszonych warzyw.
W Bramkach działa prężnie Stowarzyszenie Na Rzecz Rozwoju Lokalnego WSPÓLNY CEL, które powstało w 2004 roku po to, żeby prowadzić działalność na rzecz społeczności Bramek i okolicznych miejscowości.

## Osoby
W Bramkach urodził się Władysław Gorczyński (1879-1953) – meteorolog i klimatolog.